# Verriegelte Zeit
Verriegelte Zeit ist ein Dokumentarfilm von Sibylle Schönemann von 1990. Er beschreibt ihre Suche nach Orten und Verantwortlichen ihrer Haft in der DDR.

## Hintergründe
Die DEFA-Regieassistentin Sibylle Schönemann wurde 1984 nach einem Ausreiseantrag in der DDR verhaftet und Anfang 1985 zu zehn Monaten Haft verurteilt. Im Juli 1985 wurde sie von der Bundesrepublik freigekauft und lebte seitdem in Hamburg.
1990 begann sie ihre Suche nach den damaligen Ereignissen.

## Beschreibung
Sibylle Schönemann besucht die Orte ihrer Haft. Ihr gelingt es, mit vielen Zeitzeugen vor der Kamera über diese Ereignisse zu sprechen. Dazu gehören Mitbetroffene,  aber vor allem Verfahrensbeteiligte, wie Angestellte im Strafvollzug, Beteiligte im Strafprozess und weitere Verantwortliche. Sie muss bald ernüchtert feststellen, dass alle angeblich kaum verantwortlich waren und nur unter äußeren Zwängen handelten. Ratlos bleibt sie am Ende mit der Frage nach den eigentlichen Verantwortlichen zurück.
Der Film Verriegelte Zeit berührt vor allem durch seine  unbefangene,  unideologische und fast naive Grundeinstellung zu den Vorgängen, die nicht voreilig  Schuld zuweisen möchte...

## Selbstbeschreibung
Sibylle Schönemann beschrieb ihren Film selbst so:

„1984 wurde ich von der Stasi (Staatssicherheit) der DDR verhaftet, verhört, verurteilt, in den Knast gesteckt, im Sommer 1985 in einen Bus gesetzt und über die Grenze in den Westen abgeschoben. Meine alte Heimat hatte mich ausgespuckt, ohne mir die Chance eines Abschieds zu lassen und mir meine Frage nach dem ‚Warum?‘ beantworten zu wollen. Das Leben in Hamburg, in der neuen Heimat, ließ im Laufe der Jahre die quälende Frage verblassen und irgendwann schien es, als seien die damaligen Ereignisse nur noch eine Episode meines Lebens. Als der große ‚Schutzwall‘, der die Menschen da drüben auch vor meinen Fragen schützte, brach, verspürte ich zunehmend den Drang, jetzt fährst du hin und fragst, suchst die Orte und die Menschen, fühlst die alten Gefühle der Qual und der Entwürdigung und vielleicht auch Genugtuung, und weil es mein Beruf ist, sagte ich mir, wenn schon, dann konsequent mit Kamera und Tongerät. Ich fand Geldgeber und mir wohlgesonnene alte Kollegen bei der DEFA, hörte Ermunterungen und auch Warnungen von Freunden, rüstete mich mit Wut und Neugier, Angst und Erwartung und begann meine Suche. Und als ich das erste Mal in einer meiner damaligen Zellen saß und den alten Gefühlen lauschte, Menschen traf, die mich quälten, die aber nur ein ausführendes Rädchen im Getriebe des Unrechts gewesen sein sollten, mich darauf hinwiesen, daß sie alle nichts gewußt und nur ihre Pflicht getan hätten, war ich entschlossen, die Wurzeln zu suchen und die Menschen zu finden, die Entscheidungen gegen mich getroffen hatten. Ich fand eine Unmenge an Informationen, wenige Menschen, die sich erinnern konnten oder wollten, Niemanden, der mir sagte: ‚...Ja, ich weiß jetzt, daß ich Dir damals Unrecht angetan habe!‘ Wen auch immer ich traf, oder wer auch immer sich vor mir versteckte, meine Spurensuche wurde immer mehr von der Gewißheit beeinflußt, den oder die Täter nicht finden zu können, weil es sie nicht gibt. Begriffen aber habe ich, daß es einmal wieder dieses ewig deutsche Geflecht von ‚nur‘ Ausführenden, Befehlsempfängern, einer höheren ‚Notwendigkeit‘ Folgenden und Ahnungslosen war, in deren Mechanismus ich gefangen war. So habe ich beschlossen, diese Suche nach ‚dem Niemand‘ zum Gegenstand des Films zu machen und begriffen, daß meine Frage nach demjenigen, ‚der es war‘, erfolglos sein muß. Mein Film stellt viele Fragen und enthält wenig Antworten, meine Suche aber, die deprimierend und spannend war, komisch und tragisch, ermüdend und befreiend, ist zu einem Film geraten, der für mich zur Bewältigung einer Episode meines Lebens wurde und für den Zuschauer vielleicht ein nachdenkliches Erlebnis, ein Dokument dieser Zeit und dieses doppelt geteilten Landes, nicht mehr und auch nicht weniger.“

## Auszeichnungen
Sybille Schönemann erhielt für ihren wichtigsten Film mehrere Auszeichnungen
- 1990 Internationale Leipziger Filmwoche für Dokumentar- und Animationsfilm: Silberne Taube
- 1991 Deutscher Filmpreis: Filmband in Silber in der Kategorie „Weitere Filme“
- 1991 Films de Femmes Créteil: Bester Dokumentarfilm
- 1991 Internationales Dokumentarfilmfestival Yamagata: Großer Preis
- 1993 Rheinland-Pfälzischer Filmpreis